# 混合比 (気象用語)
混合比（こんごうひ、英語: mixing ratio、humidity ratio）とは、大気中に含まれる水蒸気量の表現の1つで、湿潤空気を含む空気塊における、乾燥空気に対する水蒸気の質量の比のこと。単位体積とすれば密度の比に等しい。
混合比は、空気塊の圧力（気圧）や温度（気温）が変化しても、周りの空気と混合せず、かつ水の出入りや凝結・蒸発がなければ、保存される量である。実際の大気では、時間経過に従って空気が混合してしまうが、短時間であれば混合比が保存されるとみなせる。これを利用し、天気図上に混合比の分布をプロットしてその（短時間での）時間経過を見ると、混合比の値がいわばマーカーの役割をして、大気の移動を把握することができる。

## 数学的表現
乾燥空気の質量をmd 、水蒸気の質量をmv 、湿潤空気の圧力をp 、水蒸気分圧をeとするとき、混合比mは
{\displaystyle m={\frac {m_{\mathrm {v} }}{m_{\mathrm {d} }}}=\varepsilon {\frac {e}{p-e}}=0.622{\frac {e}{p-e}}} [g/g]
と書ける。この値は非常に小さくなるので分子を1000倍して単位を変え、
{\displaystyle m=622{\frac {e}{p-e}}} [g/kg]
と表現することもある。
密度比を用いて表すこともできる。
{\displaystyle m={\frac {\rho _{\mathrm {v} }}{\rho _{\mathrm {d} }}}}
比湿 sと混合比 mの関係は、以下のようになる。
{\displaystyle m={\frac {s}{1-s}}}

## 飽和混合比
水蒸気分圧が飽和水蒸気圧に達して、水蒸気が飽和したときの混合比を飽和混合比という。水蒸気分圧をes とすると、飽和混合比ms は以下の式で表される。
{\displaystyle m_{\mathrm {s} }=\varepsilon {\frac {e_{\mathrm {s} }}{p-e_{\mathrm {s} }}}=0.622{\frac {e_{\mathrm {s} }}{p-e_{\mathrm {s} }}}}